# Вайнярд-Лейк (Мічиган)
Вайнярд-Лейк (англ. Vineyard Lake) — переписна місцевість (CDP) в США, в окрузі Джексон штату Мічиган. Населення — 992 особи (2020).

## Географія
Вайнярд-Лейк розташований за координатами 42°5′31″ пн. ш. 84°13′1″ зх. д. / 42.09194° пн. ш. 84.21694° зх. д. (42.092024, -84.217021).  За даними Бюро перепису населення США в 2010 році переписна місцевість мала площу 8,89 км², з яких 6,64 км² — суходіл та 2,25 км² — водойми.

## Демографія
Згідно з переписом 2010 року, у переписній місцевості мешкало 980 осіб у 460 домогосподарствах у складі 276 родин. Густота населення становила 110 осіб/км².  Було 807 помешкань (91/км²).
Расовий склад населення:
| - 97,9 % — білих - 0,4 % — корінних американців - 0,4 % — чорних або афроамериканців |

До двох чи більше рас належало 1,2 %. Частка іспаномовних становила 1,1 % від усіх жителів.
За віковим діапазоном населення розподілялося таким чином: 15,4 % — особи молодші 18 років, 61,6 % — особи у віці 18—64 років, 23,0 % — особи у віці 65 років та старші. Медіана віку мешканця становила 50,3 року. На 100 осіб жіночої статі у переписній місцевості припадало 104,6 чоловіків;  на 100 жінок у віці від 18 років та старших — 104,2 чоловіків також старших 18 років.
Середній дохід на одне домашнє господарство  становив 47 578 доларів США (медіана — 36 333), а середній дохід на одну сім'ю — 61 256 доларів (медіана — 48 611). Медіана доходів становила 26 563 долари для чоловіків та 20 750 доларів для жінок. За межею бідності перебувало 10,3 % осіб, у тому числі 0,0 % дітей у віці до 18 років та 5,2 % осіб у віці 65 років та старших.
Цивільне працевлаштоване населення становило 329 осіб. Основні галузі зайнятості: освіта, охорона здоров'я та соціальна допомога — 22,5 %, роздрібна торгівля — 22,2 %, виробництво — 21,0 %.